# Campeonato Asiático de Voleibol Feminino Sub-18
O Campeonato Asiático de Voleibol Feminino Sub-18 é uma competição organizada pela Confederação Asiática de Voleibol que reúne as seleções de voleibol da Ásia e da Oceania para jogadores infanto-juvenis. Sua primeira edição foi realizada em 1997 e teve como campeão o Japão. A maior vencedora da competição com 8 conquistas é o Japão.

## História
A primeira edição ocorreu em 1997, com a nomenclatura de Campeonato Asiático Sub-17, vencida pelo Japão

## Quadro Geral
| Ordem | País            | Medalha de ouro | Medalha de prata | Medalha de bronze | Total |
| ----- | --------------- | --------------- | ---------------- | ----------------- | ----- |
| 1     | Japão           | 8               | 2                | 0                 | 10    |
| 2     | China           | 4               | 5                | 3                 | 12    |
| 3     | Coreia do Sul   | 0               | 3                | 2                 | 5     |
| 4     | Tailândia       | 0               | 1                | 4                 | 5     |
| 5     | Coreia do Norte | 0               | 1                | 0                 | 1     |
| 6     | Taipé Chinesa   | 0               | 0                | 3                 | 3     |